# 小書痴的下剋上
《小書痴的下剋上》是香月美夜所作的日本小説，全名為《小書痴的下剋上：為了成為圖書管理員不擇手段！》（本好きの下剋上〜司書になるためには手段を選んでられません〜）。屬於眾多異世界轉生題材的小說之一，敘述喜愛書本的主角意外身亡後，復甦在中世紀歐洲風格的奇幻世界中，利用現代知識努力製作書籍的故事。
自2013年9月在小說投稿網站「成為小說家吧」以網路小說形式連載，到2017年3月在第677話完結。小說從2015年1月開始由TOブックス發行單行本，椎名優作插圖。此書籍榮獲2018年、2019年與2023年「這本輕小說真厲害！」年度單行本排名第一名並於2023年入選殿堂。於2019年3月宣佈電視動畫化並於同年10月至12月放送，隨後動畫放送完結後即發表2期製作決定。動畫2期放送完結約一個月後的7月宣佈製作電視動畫第3期，於2022年4月12日開始放送。2023年12月宣佈第三部「領主的養女」動畫化。

## 故事大綱
熱衷讀書的大學生本須麗乃在地震中被倒塌的書籍壓死，她在過世之後保留著記憶轉生到異世界，成為名為梅茵的五歲女孩。在這個世界中，書籍是珍貴且稀有的物品，只有貴族階級才能取得，因此梅茵決定自己製作書籍。

## 用語
貴族
指在尤根施密特中具備魔力並身居支配階級的人們，但即使擁有貴族血統也不會被承認為貴族，必須在貴族院畢業、取得「思達普」後，「貴族社會」才會承認其為「貴族」的一員。
貴族中又可分為領主候補生、騎士、文官、侍從等職務。
君騰
統治尤根施密特的王的稱號，成為君騰後王的姓名是不會存在姓氏，因此不論是稱號還是全名都以「君騰・＜名字＞」稱呼，而且在同一時期只能存在一個君騰，君騰的名字也是尤根施密特的年號。
基本上都是由王族繼承，且必須持有王書「古得里斯海得」作為證明。古時是從持有王書的君騰候補中選出下任君騰。
不過，自從透過思達普繼承魔導具版本的「古得里斯海得」後，原有的獲取方式就失傳了，再加上政變的發生導致「古得里斯海得」下落不明，國家陷入了連諸神都不能忽視的毀滅危機。
奧伯
「領主」的稱號，以「奧伯・＜領地名＞」稱呼。根據作者解說，領主的全名為「＜名字＞・奧伯・＜領地名＞」。
由君騰將被分割的領地分封給貴族管理，受封貴族以魔力染色領地之「基礎魔法」後經君騰承認並成為領主。
基本上都是由各領地的領主一族選定繼承人繼承，但也可以透過奪取領地的基礎魔法來奪取領主之位。
基貝
由奧伯將受封領地除直轄地外進行劃分，任命進行土地管理的貴族的稱號，以「基貝・＜地名＞」稱呼。根據作者解說，基貝的全名為「＜名字＞・＜家族名＞・基貝・＜地名＞」。
在中央是不存在基貝的職位，而是由君騰以外的王族管理各自的離宮。
只有作為基貝的貴族能夠擁有爵位，上級貴族的基貝被稱為「伯爵」；中級貴族的基貝被稱為「子爵」；下級貴族的基貝被稱為「男爵」。在多雷凡赫中，只有以領主候補生從貴族院畢業的人，才能任職基貝之位，否則即使為基貝的後裔也禁止繼任基貝之位，因此多雷凡赫的基貝只有原為領主候補生的上級貴族（即「伯爵」）。
神殿
位於貴族區及平民區中間的設施，為存放神具、舉行儀式、奉獻魔力的場所，並擁有禮拜堂、圖書室及孤兒院等設施。神殿是由具貴族血統的青衣神官、青衣巫女，及原是孤兒的灰衣神官和灰衣巫女所構成，而能夠進行儀式是有魔力的青衣神官和青衣巫女。神殿中有最高權力的是神殿長，其次則是神官長，神殿長的職責為主持儀式、審批公文等，神官長則負責神官的管理，包括灰衣神官或捧花的賣出。
青衣神官／青衣巫女
由具貴族血統但因魔力量偏低不足以成為貴族、因家庭因素被送入神殿或未從貴族院畢業的人們所擔任，梅茵則因神官長的特許成為非貴族出身的青衣巫女。
青衣神官或巫女會配有灰衣神官或灰衣巫女負責服侍並照料其生活起居。而根據各家庭的經濟狀況可向神殿捐款或任用更多侍從以過上較好的生活。
灰衣神官／灰衣巫女
由神殿附設的孤兒院中的孤兒來擔任。為區別貴族與孤兒，孤兒出生的神官、巫女皆身穿灰衣，款式則和青衣相同，青衣神官或青衣巫女可指定灰衣神官或灰衣巫女來做為侍從，因此禮儀和基本侍從能力為必要教育。
聖典
指由中央和各領地的神殿長繼承並保管的聖典，每個神殿只有一本。
本為初任君騰兼中央神殿長把舉行儀式所需要的神話故事和知識從王書抄錄下來的魔導具，並分發給各領地的神殿長（初任奧伯）。聖典會根據神殿長的魔力屬性，顯示與魔力屬性相關的內容。若缺乏任何一種魔力屬性，就無法看到聖典的完整內容。
聖典只有神殿長和被神殿長許可的人才可閱覽，但只有大神全屬性的神殿長才能看到最後一頁的全屬性祝福魔法陣。
聖典的鑰匙
可用來上鎖或開鎖聖典，鑰匙上有一魔石，魔石的顏色為該領地的代表色。此外該鑰匙也能打開通往基礎之間的門扉，由於古代神殿長會由君騰、下任君騰、奧伯或下任奧伯擔任，因此除了可避免他人奪取基礎外，還可在君騰或奧伯突然死亡，無法取得領主保管的鑰匙的狀況下作為進入基礎之間的備用鑰匙使用。
身蝕
指沒有魔力資質（幾近無魔力）的平民雙親所生下擁有魔力資質的孩子，部分新生兒一出生就擁有強大魔力。因為大部分平民沒有魔力的相關知識，且無法製作和獲得吸取魔力的魔導具，因此魔力會持續在體內積累直至無法承受而失控，失控的魔力則會轉換成熱意並對身蝕者造成極大的痛苦，而隨著年齡增長並伴隨魔力的增加，強大的熱意及痛苦最終將導致身蝕者的死亡。由於孩童的忍耐程度較差及魔力隨年齡的增強，因此多數身蝕都活不過洗禮儀式，就算出身時魔力稀少也無法活過成人儀式。少數平民富人能通過與貴族的關係取得魔導具轉移魔力並得以續命，至於貧窮人家則被貴族簽約圈養，成為身蝕士兵或生育工具。
身蝕出生時魔力屬性為非常稀薄的全屬性，然後再稍微帶有出生土地的屬性（例如土地的屬性為風，則出生時風屬性會比較明顯）。
擁有埃維里貝印記的孩子
極少數在多次魔力失控下的生死境界徘徊中活下來的身蝕，在瀕死狀態下體內魔力有部份會凝固形成類似魔石的狀態，明明活著卻帶有死者才擁有的魔力結塊。體內魔力部份凝固成魔石的身蝕稱為擁有埃維里貝印記的孩子。若是這種案例的身蝕一旦被染色，自身魔力是不會隨時間褪色變回原樣的，只會比染色的魔力色稍淡一點而已。
洗禮儀式
指當孩子年齡達7歲時，經由青衣階級的聖職者（神殿長、神官長、青衣神官、青衣巫女）進行領民登記的儀式。
成年禮
指當年齡達15歲時，經由青衣階級聖職者舉行的儀式。
祈福儀式
青衣神官／青衣巫女（或身穿青衣的領主一族）於春天時，巡遊領地內所有城鎮、農村的土地（包括領主直轄地、基貝管轄地）灌注魔力的儀式。
將聖杯灌注魔力後生成的魔力分發給各村長使用，並將冬天奉獻儀式注入魔力的小聖杯分發給各地區的基貝。
星祭
領主城平民區的結婚儀式，在夏天的上午於神殿舉行，但在神殿仍稱呼為「星結儀式」，由神殿長主持儀式，與貴族的星結儀式為同一天。
星結儀式
貴族的結婚儀式。
領地內部普通貴族之間的婚姻在夏天的晚上於領主城中，由神殿長和領主負責主持舉行儀式，與平民的星祭為同一天。
若是跨領地的普通貴族婚姻，其舉行的地點、時間以及哪邊領地的神殿長主持，由雙方領主協議決定。一般選擇會在婚後定居的領地舉行儀式，並邀請他領的親屬前來觀禮，其他安排與普通的星結儀式無異。但若結婚對象是領主一族的近親(上級貴族)，可能會特別安排在兩地邊界線上舉行儀式，邀請兩地的領主一族和親友出席，並由身份地位最高的神殿長負責主持儀式。
王族、領主一族則在春季領主會議期間於貴族院的禮堂中，由中央神殿的神殿長主持舉行儀式。
收獲祭
由貴族的文官和青衣神官／青衣巫女於秋天時，巡遊領地內所有城鎮、農村（包括領主直轄地、基貝管轄地）進行徵稅和豐收儀式。同時青衣神官／青衣巫女會一起舉行農民的洗禮儀式、成年禮、結婚儀式，並且從基貝管轄地拿回使用完、無魔力的小聖杯。
治癒儀式
指土地魔力貧乏，由青衣神官和青衣巫女們使用神具芙琉朵蕾妮之杖將土地注入魔力的儀式。一般在騎士團討伐完魔木或魔獸後，土地變得貧瘠時舉行。
奉獻儀式
所有青衣神官／青衣巫女於冬天時，在神殿的儀式廳將大聖杯和小聖杯灌注魔力的儀式，平時儲存在其他神具的魔力也會透過紅布被輸入聖杯之中。
奇爾博塔商會
班諾和珂琳娜的家族所經營的商會，專門銷售紡織品、染布、髮飾、絲髮精、衣架等服飾和美容相關的貨品，客戶多為貴族和平民的富豪。
渥多摩爾商會
公會長的家族經營商會，客戶皆遍及各社會階層，曆史淵遠流長。長久以來，深受領主一族重用。
普朗坦商會
班諾將奇爾博塔商會交給珂琳娜夫婦繼承後，把專門銷售植物紙、墨水、印刷品、文具及相關商品的服務獨立出來，而創立的新商會。名字由羅潔梅茵命名。
契約魔法
包括商品專利、收養契約、貴族結婚等都需要用到魔法契約，但契約所用到的魔導具墨水、魔紙都十分昂貴，一般平民都不會輕易使用。違反契約者會視乎情況受到處分，達到約束和保障簽約者的利益。
首先用魔導具墨水在魔紙上寫下契約內容，然後平民用魔導具墨水簽名後再以血按在名字上簽署，貴族則以魔導具筆簽名來簽署，簽署完畢後紙張會燃燒消失即契約完成。
基礎魔法
構成領地和白色建築的核心，魔力供給室只有已登錄魔力的7位貴族才能進入，室內魔石與基礎魔法相連。
基礎魔法的本體只能由擁有思達普的貴族登錄魔力。只有歷代領主持有的鑰匙或聖典的鑰匙，才能從領主的房間或神殿圖書室開啟通往基礎魔法的門扉。
尤列汾
可溶解體內凝固的魔力或避免魔力凝固。必須由使用者親自製作，以免染上他人的魔力。需要收集代表四季的魔石作為材料，並完全染上使用者的魔力。其藥效受素材品質影響，若使用他人的尤列汾可能因魔力屬性差異影響治療效果，因此一般成年貴族皆會自備自製的尤列汾，而未有自備者則會使用親生父母的尤列汾。
奧多南茲
最普遍的魔導具之一，只要是貴族都會擁有並知曉製作方法的魔導具，平時為風屬性魔石狀態，因此又另稱呼為「黃色魔石」，使用思達普傳輸魔力並念咒文能變成白鳥型態，能錄下聲音並傳達給對方，但無法跨越領界線，只能在領內使用。
騎獸
貴族出門代步的魔導具，可以在天空飛翔，每個貴族通常只有一個騎獸，平時為魔石狀態注入魔力後就會變形成騎獸。
原本只有騎乘型的騎獸，外觀為長了翅膀的動物（或魔獸），而羅潔梅茵參考了原本世界的車輛和某動畫作品的動物巴士，發明了乘坐型的騎獸。其乘坐型騎獸在貴族院受到不少非騎士的女性貴族和部份文官歡迎，方便她們在穿著裙子的情況下也能使用騎獸或是使用騎獸載運行李、貨物。
思達普
又稱「神的意志」，貴族、身蝕者一生中只能得到一次的魔石，在貴族院的最奧之間裡的洞窟獲得，用魔力將「神的意志」溶入身體中。
貴族院
貴族小孩所讀的學校，10歲入學就讀6年。由王族管理，禁止各領地成年貴族干涉院內事務，僅有特定的日子或王族許可下，各領地成年人才能進入。一般僅在冬天才待在貴族院上課，從貴族院畢業並取得思達普的學生，才會被認同是貴族社會的一員，並正式得到貴族的稱號與認可。
設有共同課程和專業課程，其中專業課程是三年級開始上課，共同課程從一年級就開始上課。專門課程共有四種：領主候補生課程、騎士課程、文官課程、侍從課程。學制自由，只要在學期內通過考試，剩下的時間便可自由運用，因此偶有第一堂課便通過考試的優秀學生。
境界門
領地與領地間的出入口以及領地與國境門間的出入口。
領地與領地間的境界門需經過雙方領主同意才可開啟。
國境門
共有七座，一座位於國土中央其餘六座位於國境六個方位上，七座國境門分別對應七種魔力屬性。
七座國境門內部都擁有傳送魔法陣，可以傳送到其他國境門，此外除中央以外的其他六座國境門也是通往他國的出入口。
通往他國的國境門與貴族領地間有境界門阻隔，其境界門得獲得所在地領主同意才可開啟，而國境門必須要擁有梅斯緹歐若拉之書，使用梅斯緹歐若拉之書內的魔法陣才可開啟。
白塔
由「王」或「領主」將王族或領主一族中犯下重罪之人所監禁的地方。
政變
指在本傳第一部時間的幾年前，在中央所發生的政治衝突，並幾乎將全國領地捲入，造成大量貴族死亡、肅清，進而產生全國性魔力不足、貴族數量銳減的事件。
事件起因為當時的第一王子不滿自己未成為次期君騰，因此對已經從病床上的國王身上繼承王書的第二王子下毒暗殺，而在第二王子死亡後不久，國王也病逝，導致王書下落不明。
第一王子懷疑身為第二王子同母弟弟的第三王子知曉王書下落而發動攻擊，導致全國陷入動亂。在政治鬥爭中第三王子獲得勝利，但被第一王子臨終前派出的殺手毒害，兩人雙雙斃命，而當時第三王子的孩子中僅在兒童室尚未洗禮的艾格蘭緹娜逃過一劫，被當時的奧伯・庫拉森博克保護，由於悲憤嫁給第三王子的女兒和外孫們受害，而轉向支持第五王子。原本支持第一王子的貴族們轉而支持第四王子，幾乎將全國捲入政爭。當第五王子迎娶當時的奧伯・戴肯弗爾格之女，使戴肯弗爾格加入第五王子陣營，導致局勢底定，第五王子勝利登基為王。
然而作為第四王子最大支持勢力的孛克史德克不甘失敗，派出刺客暗殺第五王子，綁架剛出生的公主，並用公主的性命威脅第五王子讓位給第四王子。最終公主夭折，開啟了對第四王子和其親族以及支持的貴族大規模肅清，孛克史德克領地被分割給兩個支持第五王子的大領地，而孛克史德克領主一族和其相關血緣、親近貴族更是不留活口，導致包含孛克史德克在內4個戰敗領地的領主一族家系斷絕，連已外嫁、入贅的親族也被肅清，所生的子女被降為上級貴族，許多領地的領主一族數量大幅下降，留下包括魔力短缺、知識情報斷絕在內的許多後遺症。
迪塔
騎士們練習戰鬥技巧的競技比賽，依規則不同有不同類型。不限制使用任何武器作手段。
依照規則和類型的差異，迪塔可分為下述幾種：
競速迪塔
政變後貴族院最常見的迪塔訓練和比賽，特別是領地對抗戰。比賽中學生必須擊敗教師用魔法所變出的魔獸或魔樹，最短時間內成功擊敗魔獸或魔樹的領地獲勝。主要原因為受政變影響導致貴族數量大幅下降，學生人數不足以舉辦奪寶迪塔，所以改為競爭速度類型的迪塔。然而，競速迪塔中學生全都著重於目標，缺乏思考策略及團隊合作，使政變後見習騎士質素下降。
危險程度低。雖然會出現傷患，但估計不太可能出現死者。
奪寶迪塔
規模最盛大的迪塔。比賽一開始必須先生擒己方騎士團要保護的魔物。當作寶物的魔物要放在己方陣營的規定範圍內。隨後，要在他領的攻擊下保護魔物，但也要小心別反被己方的魔物攻擊，同時更要設法去搶奪他領的魔物。
除了魔物之外，也可以更改規則，把保護對象當作迪塔的寶物，但不能傷及性命。
危險程度是低～高。會依據目的及參加者，危險程度有所不同。單一冬季的貴族院，有時也會出現２～３名死者。
求娶迪塔
與奪寶迪塔的性質相似，不同的是以求婚對象為寶物，但不能傷及性命。勝方可以獲得心儀對象的婚約。
本迪塔是男女雙方互相喜歡，但女方親屬反對下，所舉行的迪塔。
危險程度是中～高。根據女性的事前協調、親屬間的交情、有沒有未婚夫等事情，危險程度差距相當大。有父親與求婚者的個人戰，也有父親＋女性的未婚夫一族 vs 戀人一族大規模舉行等種種情況。隨著規模也有可能不會出現死者。
盜婚迪塔
與奪寶迪塔的性質相似，不同的是以求婚對象為寶物，但不能傷及性命。勝方可以獲得心儀對象的婚約。
本迪塔是女方本身對男方無任何戀情，且女方親屬也反對的情況下，男方為奪取婚約所舉行的迪塔。
危險程度極高。在男性獲勝的情況下，會將女性親屬打得體無完膚帶走女性；父親獲勝的情況下，則是男性那邊會遭到女性親屬打得體無完膚。基本上是不可能和平收場，會死很多人。
奪礎迪塔
又被稱為「真正的迪塔」，為領地與領地之間的戰爭。與奪寶迪塔的性質相似，不同的是以各領地的「基礎魔法」本體為寶物。一旦奪得，勝方即可以把領地易主，因此領主一族和貴族都會拼命戰鬥。
危險程度極高。不只有在前線戰鬥的騎士及領主一族死亡率高，貴族的死亡率也相當高。平民若是遭到捲入也會大量死傷。
獻名
將封着自身名字的魔石，奉獻給主人的人的稱呼。獻給主人後，獻名石會被主人染上魔力，自身魔力也會受到主人的魔力束縛。
獻名石由主人保管，也由對方掌握自己的性命。一旦發現有不忠的行為，主人可以破壞獻名石，獻名之人不論身處何方，也會隨即死亡。若主人死亡，獻名之人也會隨即死亡。
阿妲姬莎之實
以首位進貢的蘭翠奈維公主阿妲姬莎來命名。貴族院離宮出生的外國王族，一般皆為生父不明的孩子。公主會繼續留在離宮作生育工具，而王子會在7歲時選擇當代魔力量最多的一位為下任的蘭翠奈維國王，並在成年時取得思達普，其他的王子則會被殺死，變為魔石，一併送回蘭翠奈維。
魔石
魔力儲存晶化後的產物，在殺死具備魔力的生物後即可入手的魔石（魔力量必須達至下級貴族的級別）。此外從魔樹、魔獸及魔魚身上所採集而來的素材，進行魔力灌注加工後也能形成魔石，最高級的魔石是「全屬性虹色魔石」。
魔獸
擁有魔力的動物的稱呼，魔獸死後，魔力聚集到器官上面（心臟）魔力聚集凝固後，產生魔石。魔獸吃魔石、魔樹果實、弱小的魔獸等等來成長、進化，此外也可使用魔獸、魔魚身上的毛皮、鱗片、爪牙、器官、蛋等等灌注魔力製作魔石。魔獸皮可用來製作魔紙。
- 蘇彌魯：外形是兔子的樣子，在貴族之間為受到歡迎的魔獸寵物。[22]
- 窟倫：羅潔梅茵的坐騎外型(小熊貓)與其相似。[23]
- 司涅圖姆：「冬之主」之一，擁有雪虎的外觀，出現的地點不固定。體型巨大，四周籠罩著暴風雪，會創造出眷屬。[24]
- 拉茨凡庫：全身雪白，是猛禽的大型魔獸，瓜子如勾玉般彎曲銳利，棲息於羅岩貝克之山。必須趁著親鳥不在的時候才能偷卵，並需要放回可吸收熱意的魔石，以免火山爆發。[25]
- 靼拿斯巴法隆：吸取魔力型魔獸，需要用黑之武器才能打倒，分佈於舊孛克史德克領地。[26]

魔樹（まぼく）
擁有特殊魔力的樹木、植物，特定種類的討伐有需要騎士團出動處理的必要。
羅潔梅茵以魔樹的幼木來造紙，成功製造出來的魔紙持有魔樹的特性（例如：陀龍布不可燃燒的特性）。
部分魔樹內有魔石，此外可將魔樹的果實、花蜜等等灌注魔力製作魔石（特定種類魔木的果實、種子灌注魔力會發生災害）。
- 帕露：只有在冬天放晴的日子出現，於凌晨出現受太陽光照射急速生長並於中午前自動搖晃樹枝將果實射向四方後樹木會消失，徒手溫暖果實摘下，果實可榨油及果汁，果渣可當家畜飼料。（梅茵在路茲家及孤兒院時，拿來做帕露煎餅。）
- 陀龍布：天災等級魔樹，屬於吸取魔力型魔樹，會奪取大地的魔力導致所到之處寸草不生，因此居民發現後，就立即砍伐撲滅，僅存在於艾倫菲斯特。由於擁有不可燃特性，居民會拿陀龍布來做家具使用（梅茵拿來造紙）。陀龍布過於巨大時，會攻擊其他生物及植物。在這種狀況下，騎士團會使用黑之武器進行討伐，並請魔力高的青衣神官或巫女為生長過陀龍布的土地進行治癒儀式。其果實被稱為塔烏果實，塔烏果實剛落入地面時，會鑽入地下，花費數年時間吸收大地魔力後生長。[27]
- 瑠耶露：坐落在杜爾潘附近的森林，枝幹如金屬般光滑，每逢滿月之夜開花結果。等形似白木蓮花蕾的花瓣悉數掉落，並照到滿月的月光，便會出現水晶般的果實。一般為偏淡黃色，風屬性強烈的魔石，只會在舒翠莉婭之夜變成紫色。是許多魔獸的目標。[28]
- 萊靈嫩：在女神的水浴場盛開。在芙琉朵蕾妮之夜會急速成長，隨著旭日東升，變回原來的大小。其花蜜是水屬性強烈的材料。是妥庫羅什的目標。[29]
- 南娑扶：寄生魔樹，也是會自行移動的樹木，一旦找到營養豐富的巨木就會用樹根纏住，再把種子散播到樹木內部。等吸收完宿主的營養後，就會穿破乾枯的樹皮，長出新的南娑扶。是伊庫那的特產，魔紙的材料。[30]
- 亞樊：會唱歌，群體聚集時，就會比賽音量，搖擺頭部及樹枝，陷入瘋狂搖滾模式。是伊庫那的特產，小株的亞樊可用作魔紙的材料，而大株則會被砍伐來取得魔石。[30]
- 柏靈琉斯：生長於哈爾登查爾，散發金色的光芒，其果實是當地的甜食，也是回復藥的良好素材，數量稀少且長期未有新樹生長，因此受到結界保護。[31]

### 國家・領地
尤根施密特
梅茵所在的國家。以君騰為中心的封建制國家。除了蘭翠奈維之外，唯一擁有魔力的國家。
由諸神設立結界（國境線），將生命之神的記號置於中心，呈現將生命之神的力量封印般的魔法陣，並於結界內所成立的國家，因此國家領土形狀為正圓形。據艾爾維洛米所言，尤根施密特是一處避難所，接納被生命之神埃維里貝迫害之人（尤其是具備魔力的人），也是祂（艾爾維洛米）的贖罪之地。
王族因在政變中遺失王書「古得里斯海得」而無法執行領地的合併、分割、設立和廢止，導致政變後被廢除的領地因無法重劃領界線，只能由中央和其他貴族領代為管理，造成魔力不足的負擔。
20個貴族領地和4個待廢除貴族領地分別是：
- 大領地：庫拉森博克、戴肯弗爾格、多雷凡赫、亞倫斯伯罕
- 中領地：格里森邁亞、哈夫倫崔、高斯博第、艾倫菲斯特、約瑟巴蘭納、英蒙丹克、朗姆布魯克、法雷培爾塔克、紐豪森
- 小領地：庫什內瑞特、羅爾欽、畢斯曼、拉斯蘭各、藍登塔爾、烏蘇瓦德、關特隆普
- 待廢除領地：孛克史德克（大領地．戴肯弗爾格和亞倫斯伯罕各管理一半）、卓斯卡（中領地．庫拉森博克管理）、托魯斯維克（中領地．中央管理）、夏爾法（小領地．中央管理）

艾倫菲斯特
- 順位：第13位（政變後）→ 第10位（羅潔梅茵一年級結束後）→ 第8位（羅潔梅茵二年級結束後）

梅茵的故鄉，鄰近國境、領域面積為接近小領地的中領地貴族領，位於尤根施密特東北面的邊境，代表顏色為亮土黃色，以獅子為徽章。
過去領地排名位於接近小領地排名的下位領地，但因為在中央政變中保持中立，屬於受害較輕的領地，因此政變後排名稍有上升，但也多少因中央徵招神官之故而苦於魔力不足。
後來為準備與其他領地進行貿易，而解決平民區的衞生問題。
中央
君騰管理的領地，位於國土中央，尤根施密特的政治中心，擁有王城、離宮、中央神殿和貴族院。代表顏色為黑色 ，君騰·艾格蘭緹娜即位後改為古時的白色，以書、劍與樹為徽章。
庫拉森博克
- 順位：第1位（政變後）

大領地，位於尤根施密特北面的邊境，代表顏色為紅色，以白狼與聖杯為徽章。。作為古老的大領地之一，擁有豐厚的歷史和古老的儀式記載。
戴肯弗爾格
- 順位：第2位（政變後）→第1位（君騰·艾格蘭緹娜即位後）

大領地，位於尤根施密特南面的邊境，代表顏色為藍色，以老鷹與長槍為徽章。歷代領主皆向君騰宣誓效忠，身負「王之劍」的職責。
自建國以來便已存在的領地，擁有數一數二的漫長歷史記錄，而且也是騎士氣息濃厚的尚武領地，因尚武風氣興盛而導致迪塔相當風行，各種問題紛爭都會藉由迪塔解決，也因此傳承了向英勇之神祈禱的習俗，在神殿受貴族鄙視、諸神信仰衰退導至魔力下降的現在，仍有相當優越的魔力。有意擔任見習騎士者人數眾多，因此必須先在領地通過選拔試，才可選修相關課程。繼而有不少尚武的文官及侍從。領地內的女性更是以謀士般的智慧而聞名。
多雷凡赫
- 順位：第3位（政變後）

大領地，位於中央的西面，代表顏色為翡翠綠色，以三條蛇為徽章。文官氣息濃厚、智慧見長的尚文領地，魔樹種類繁多，對魔導具、魔藥、新產品等研究非常投入，使研究者輩出。由於領主會不斷把魔力量達標且有才能的未成年貴族收養為領主候補生，因此多雷凡赫的領主之位競爭非常激烈；該領地也禁止基貝的後裔繼任基貝之位，只有以領主候補生身份從貴族院畢業的貴族才能任職基貝。
亞倫斯伯罕
- 順位：第6位（政變後）→已被廢除（君騰·艾格蘭緹娜即位後）

大領地，位於尤根施密特東南面的邊境，代表顏色為淡紫色，以海豚為徽章。因王族無法開啟其他國境門，使其領地擁有唯一對外貿易的權利。由於一次失敗的政治聯姻，造成數十年來艾倫菲斯特內部派系鬥爭激烈，也使兩個領地間有嚴重的隔閡。該領地在新任領主即位時擁有其他領主候補生必須自動降級為上級貴族的規則。君騰·艾格蘭緹娜即位後，被新領地亞歷山卓所取代。
亞歷山卓
- 順位：第6位（君騰·艾格蘭緹娜即位後）

大領地，位於尤根施密特東南面的邊境，代表顏色為藏青色，以蘇彌魯魔導具、書與披風為徽章。
君騰·艾格蘭緹娜即位後所設立的新領地之一，羅潔梅茵為建立夢想中的圖書館都市，所以該領地取名自她前世所聽聞的管理古代世上最大圖書館（古亞歷山大圖書館）的城市亚历山大港。在新領地成立前，羅潔梅茵把自身體內的神力都灌注整個領地的土地裡，使土地魔力不足得以解決。羅潔梅茵與斐迪南重建領地時，不但拆除了蘭翠奈維之館，還建立了大型圖書館和研究設施。
君騰·艾格蘭緹娜打算重新開啟其他國境門，雖然喪失了過去國內唯一對外貿易權利的優勢，但領主一族決定更改暗之國境門內的轉移陣以尋找蘭翠奈維以外的新貿易對象。此外，在亞倫斯伯罕時代末期，少數文官因蘭翠奈維的蠻橫霸道而取得部分香辛料的來源植物，打算藉此減少與蘭翠奈維的貿易，亞歷山卓領主一族計劃支援相關研究，讓領地能自行生產砂糖等香辛料；再加上在艾倫菲斯特與亞歷山卓的協議下，羅潔梅茵可於亞歷山卓推行印刷業、海鮮料理等事業，與其他領地進行貿易。
法雷培爾塔克
- 順位：第15位（政變後）

中領地，位於中央與艾倫菲斯特之間，代表顏色為水藍色，以野豬為徽章。中央政變後，除了芙蘿洛翠亞兄妹之外，前任領主及其妻兒皆一律因戰敗而被肅清。與艾倫菲斯特的領主一族有姻親及血緣關係，因此政變後經常請求艾倫菲斯特提供魔力而解決收成不足的問題。後來領主候補生盧第格在羅潔梅茵的建議下決定出席神殿儀式，成功改善收成。領主一族因而決定改革領內的神殿，讓貴族能在神殿受貴族鄙視、諸神信仰衰退導至魔力下降的現在放心出入神殿，以自給自足的方式解決了領地魔力不足的問題。
孛克史德克
- 順位：已被廢除（政變後）

大領地，原為文官氣息濃厚、智慧見長的尚文領地，中央政變的戰敗組，領主一族全員被肅清，是多年前政變造成全國大規模貴族肅清的罪魁禍首。政變後領土遭到分割，貴族院的宿舍遭到棄置，在未重劃領界的狀態下由戴肯弗爾格、亞倫斯伯罕各管理一半。其尚文領地的地位也被多雷凡赫所取代。
蘭翠奈維
約400年前，在下任君騰候補中落選的杜爾昆哈德因無法接受這個結果，便帶著自己的妻子與近侍們乘船穿越亞倫斯伯罕的國境門，離開了尤根施密特，通過國境門裡的轉移陣來到了名爲蘭翠奈維的土地上。看到船隻突然憑空出現與瞬間建造出雪白城市的當地居民，認爲杜爾昆哈德來自神之國度而崇拜他。之後，杜爾昆哈德便以國王之姿統治蘭翠奈維。
後來因後代缺乏思達普，無法維持建造城市的基礎，而不得不進獻公主給尤根施密特，尤根施密特的王族及領主一族捧花，以換來公主生下的每一代國王候補取得思達普，其餘男孩會在7歲前被殺變成魔石，女孩則作為旁系王族的公主留在離宮生活。除了國王及繼承人之外，其他王族及貴族皆沒有思達普，加上蘭翠奈維的土地缺乏魔力，沒有作為魔力的素材，所以沒有調合及繪畫魔法陣等的知識，只能使用及維修祖先留下的魔導具。即使是歷任國王，也因禁止在冬季出入貴族院，由旁系王族監視及教育下獲取知識有限，所以整國貴族擁有的魔力知識完全比不上一般的尤施密特貴族。
盛產砂糖、香辛料，與亞倫斯伯罕有經貿關係。擁有不具備魔力、銀色的船、武器及防具，能防禦一切魔力的攻擊及穿透包括思達普在內的魔導具武器及防具，以及即死藥及解藥。

## 出版書籍

### 小說
| 卷數                   | TOブックス | TOブックス     | TOブックス             | 皇冠文化                     | 皇冠文化       | 皇冠文化               | 北京时代华文书局        | 北京时代华文书局 | 北京时代华文书局       |
| 卷數                   | 副標題     | 發售日期       | ISBN                   | 副標題                       | 發售日期       | ISBN                   | 副標題                  | 發售日期         | ISBN                   |
| ---------------------- | ---------- | -------------- | ---------------------- | ---------------------------- | -------------- | ---------------------- | ----------------------- | ---------------- | ---------------------- |
| 1                      |            | 2015年1月25日  | ISBN 978-486472-342-8  | 第一部 士兵的女兒Ⅰ           | 2017年8月7日   | ISBN 978-957-333-319-7 | 第一部 士兵的女儿 1     | 2021年           | ISBN 978-7-5699-3871-5 |
| 2                      |            | 2015年2月25日  | ISBN 978-4-86472-347-3 | 第一部 士兵的女兒Ⅱ           | 2017年9月4日   | ISBN 978-957-333-328-9 | 第一部 士兵的女儿 2     | 2021年           | ISBN 978-7-5699-3865-4 |
| 3                      |            | 2015年6月25日  | ISBN 978-486472-397-8  | 第一部 士兵的女兒Ⅲ           | 2017年10月6日  | ISBN 978-957-333-338-8 | 第一部 士兵的女儿 3     | 2021年           | ISBN 978-7-5699-3866-1 |
| 4                      |            | 2015年9月25日  | ISBN 978-486472-424-1  | 第二部 神殿的見習巫女Ⅰ       | 2018年1月8日   | ISBN 978-957-333-360-9 | 第二部 神殿的见习工作 1 | 2022年10月       | ISBN 978-7-5707-1258-8 |
| 5                      |            | 2015年12月25日 | ISBN 978-486472-447-0  | 第二部 神殿的見習巫女Ⅱ       | 2018年3月12日  | ISBN 978-957-333-367-8 | 第二部 神殿的见习工作 2 | 2022年10月       | ISBN 978-7-5707-1291-5 |
| 6                      |            | 2016年3月25日  | ISBN 978-486472-473-9  | 第二部 神殿的見習巫女Ⅲ       | 2018年5月14日  | ISBN 978-957-333-373-9 | 第二部 神殿的见习工作 3 | 2022年10月       | ISBN 978-7-5707-1404-9 |
| 7                      |            | 2016年6月10日  | ISBN 978-486472-492-0  | 第二部 神殿的見習巫女Ⅳ       | 2018年7月16日  | ISBN 978-957-333-386-9 | 第二部 神殿的见习工作 4 | 2022年10月       | ISBN 978-7-5707-1433-9 |
| 8                      |            | 2016年9月10日  | ISBN 978-486472-521-7  | 第三部 領主的養女Ⅰ           | 2018年10月15日 | ISBN 978-957-333-403-3 |                         |                  |                        |
| 9                      |            | 2016年12月10日 | ISBN 978-486472-540-8  | 第三部 領主的養女Ⅱ           | 2018年12月10日 | ISBN 978-957-333-408-8 |                         |                  |                        |
| 10                     |            | 2017年3月10日  | ISBN 978-486472-562-0  | 第三部 領主的養女Ⅲ           | 2019年1月28日  | ISBN 978-957-333-426-2 |                         |                  |                        |
| 11                     |            | 2017年6月23日  | ISBN 978-486472-586-6  | 第三部 領主的養女Ⅳ           | 2019年5月13日  | ISBN 978-957-333-444-6 |                         |                  |                        |
| 12                     |            | 2017年9月9日   | ISBN 978-486472-599-6  | 第三部 領主的養女Ⅴ           | 2019年7月15日  | ISBN 978-957-333-460-6 |                         |                  |                        |
| 13                     |            | 2017年12月9日  | ISBN 978-4-86472-634-4 | 第四部 貴族院的自稱圖書委員Ⅰ | 2019年10月14日 | ISBN 978-957-333-484-2 |                         |                  |                        |
| 14                     |            | 2018年3月10日  | ISBN 978-4-86472-669-6 | 第四部 貴族院的自稱圖書委員Ⅱ | 2019年12月9日  | ISBN 978-957-333-496-5 |                         |                  |                        |
| 15                     |            | 2018年6月9日   | ISBN 978-4-86472-686-3 | 第四部 貴族院的自稱圖書委員Ⅲ | 2020年3月9日   | ISBN 978-957-333-515-3 |                         |                  |                        |
| 16                     |            | 2018年9月10日  | ISBN 978-4-86472-724-2 | 第四部 貴族院的自稱圖書委員Ⅳ | 2020年6月8日   | ISBN 978-957-333-545-0 |                         |                  |                        |
| 外傳1                  |            | 2018年10月10日 | ISBN 978-4-86472-732-7 | 【外傳】貴族院一年級生       | 2020年8月17日  | ISBN 978-957-333-571-9 |                         |                  |                        |
| 17                     |            | 2018年12月10日 | ISBN 978-4-86472-764-8 | 第四部 貴族院的自稱圖書委員Ⅴ | 2020年10月12日 | ISBN 978-957-333-607-5 |                         |                  |                        |
| 18                     |            | 2019年3月9日   | ISBN 978-4-86472-788-4 | 第四部 貴族院的自稱圖書委員Ⅵ | 2021年1月11日  | ISBN 978-957-333-648-8 |                         |                  |                        |
| 19                     |            | 2019年6月10日  | ISBN 978-4-86472-814-0 | 第四部 貴族院的自稱圖書委員Ⅶ | 2021年4月12日  | ISBN 978-957-333-699-0 |                         |                  |                        |
| 20                     |            | 2019年9月10日  | ISBN 978-4-86472-828-7 | 第四部 貴族院的自稱圖書委員Ⅷ | 2021年6月15日  | ISBN 978-957-333-739-3 |                         |                  |                        |
| 短篇集1                |            | 2019年10月10日 | ISBN 978-4-86472-852-2 | 短篇集Ⅰ                      | 2021年10月4日  | ISBN 978-957-333-797-3 |                         |                  |                        |
| 21                     |            | 2019年12月10日 | ISBN 978-4-86472-855-3 | 第四部 貴族院的自稱圖書委員Ⅸ | 2021年8月16日  | ISBN 978-957-333-765-2 |                         |                  |                        |
| 22                     |            | 2020年3月10日  | ISBN 978-4-86472-923-9 | 第五部 女神的化身Ⅰ           | 2022年1月10日  | ISBN 978-957-333-837-6 |                         |                  |                        |
| 23                     |            | 2020年6月10日  | ISBN 978-4-86699-001-9 | 第五部 女神的化身Ⅱ           | 2022年3月14日  | ISBN 978-957-333-852-9 |                         |                  |                        |
| 24                     |            | 2020年9月10日  | ISBN 978-4-86699-038-5 | 第五部 女神的化身Ⅲ           | 2022年6月13日  | ISBN 978-957-333-887-1 |                         |                  |                        |
| 25                     |            | 2020年12月10日 | ISBN 978-4-86699-089-7 | 第五部 女神的化身Ⅳ           | 2022年8月8日   | ISBN 978-957-333-919-9 |                         |                  |                        |
| 26                     |            | 2021年4月10日  | ISBN 978-4-86699-133-7 | 第五部 女神的化身Ⅴ           | 2022年10月31日 | ISBN 978-957-333-951-9 |                         |                  |                        |
| 27                     |            | 2021年8月10日  | ISBN 978-4-86699-241-9 | 第五部 女神的化身Ⅵ           | 2023年2月13日  | ISBN 978-957-333-984-7 |                         |                  |                        |
| 28                     |            | 2021年12月10日 | ISBN 978-4-86699-380-5 | 第五部 女神的化身Ⅶ           | 2023年5月5日   | ISBN 978-957-334-012-6 |                         |                  |                        |
| 短篇集2                |            | 2022年3月10日  | ISBN 978-4-86699-412-3 | 短篇集Ⅱ                      | 2023年7月31日  | ISBN 978-957-334-052-2 |                         |                  |                        |
| 29                     |            | 2022年4月9日   | ISBN 978-4-86699-413-0 | 第五部 女神的化身Ⅷ           | 2023年11月13日 | ISBN 978-957-334-082-9 |                         |                  |                        |
| 30                     |            | 2022年8月10日  | ISBN 978-4-86699-520-5 | 第五部 女神的化身Ⅸ           | 2024年1月29日  | ISBN 978-957-334-111-6 |                         |                  |                        |
| 31                     |            | 2022年12月10日 | ISBN 978-4-86699-718-6 | 第五部 女神的化身Ⅹ           | 2024年7月15日  | ISBN 978-957-334-169-7 |                         |                  |                        |
| 32                     |            | 2023年5月10日  | ISBN 978-4-86699-836-7 | 第五部 女神的化身Ⅺ           | 2024年12月9日  | ISBN 978-957-334-231-1 |                         |                  |                        |
| 33                     |            | 2023年12月9日  | ISBN 978-4-86794-022-8 | 第五部 女神的化身Ⅻ           | 2025年4月7日   | ISBN 978-957-334-275-5 |                         |                  |                        |
| 漢娜蘿蕾貴族院五年級生 |            |                |                        |                              |                |                        |                         |                  |                        |
| 1                      |            | 2024年8月10日  | ISBN 978-4-86794-274-1 | 漢娜蘿蕾貴族院五年級生Ⅰ      | 2025年8月11日  | ISBN 978-957-334-333-2 |                         |                  |                        |
| 短篇集3                |            | 2024年12月10日 | ISBN 978-4-86794-379-3 |                              |                |                        |                         |                  |                        |
| 2                      |            | 2025年8月10日  | ISBN 978-4-86794-651-0 |                              |                |                        |                         |                  |                        |

### Fanbook
| 卷數 | TOブックス | TOブックス     | 皇冠文化   | 皇冠文化       | 皇冠文化               |
| 卷數 | 副標題     | 發售日期       | 副標題     | 發售日期       | ISBN                   |
| ---- | ---------- | -------------- | ---------- | -------------- | ---------------------- |
| 1    |            | 2016年12月20日 | Fanbook(1) | 2020年10月12日 | ISBN 978-957-333-563-4 |
| 2    |            | 2017年12月9日  | Fanbook(2) | 2020年10月12日 | ISBN 978-957-333-573-3 |
| 3    |            | 2018年11月10日 | Fanbook(3) | 2021年1月11日  | ISBN 978-957-333-649-5 |
| 4    |            | 2019年11月9日  | Fanbook(4) | 2021年6月15日  | ISBN 978-957-333-740-9 |
| 5    |            | 2020年11月10日 | Fanbook(5) | 2022年6月13日  | ISBN 978-957-333-894-9 |
| 6    |            | 2021年11月10日 | Fanbook(6) | 2023年2月13日  | ISBN 978-957-333-985-4 |
| 7    |            | 2022年11月10日 | Fanbook(7) | 2024年1月29日  | ISBN 978-957-334-112-3 |
| 8    |            | 2023年11月10日 | Fanbook(8) | 2025年4月7日   | ISBN 978-957-334-274-8 |
| 9    |            | 2024年11月9日  |            |                |                        |

### 漫畫
第一部
| 卷數 | TOブックス | TOブックス     | TOブックス            | 皇冠文化                       | 皇冠文化      | 皇冠文化               |
| 卷數 | 副標題     | 發售日期       | ISBN                  | 副標題                         | 發售日期      | ISBN                   |
| ---- | ---------- | -------------- | --------------------- | ------------------------------ | ------------- | ---------------------- |
| 1    |            | 2016年6月25日  | ISBN 978-486472-495-1 | 第一部 沒有書，我就自己做！(1) | 2020年2月10日 | ISBN 978-957-333-510-8 |
| 2    |            | 2016年7月10日  | ISBN 978-486472-499-9 | 第一部 沒有書，我就自己做！(2) | 2020年3月9日  | ISBN 978-957-333-512-2 |
| 3    |            | 2016年11月10日 | ISBN 978-486472-533-0 | 第一部 沒有書，我就自己做！(3) | 2020年4月6日  | ISBN 978-957-333-521-4 |
| 4    |            | 2017年2月25日  | ISBN 978-486472-554-5 | 第一部 沒有書，我就自己做！(4) | 2020年5月4日  | ISBN 978-957-333-528-3 |
| 5    |            | 2017年9月2日   | ISBN 978-486472-602-3 | 第一部 沒有書，我就自己做！(5) | 2020年6月8日  | ISBN 978-957-333-536-8 |
| 6    |            | 2018年2月24日  | ISBN 978-486472-664-1 | 第一部 沒有書，我就自己做！(6) | 2020年7月13日 | ISBN 978-957-333-551-1 |
| 7    |            | 2018年8月1日   | ISBN 978-486472-720-4 | 第一部 沒有書，我就自己做！(7) | 2020年8月17日 | ISBN 978-957-333-557-3 |

第二部
| 卷數 | TOブックス | TOブックス        | TOブックス             |
| 卷數 | 副標題     | 發售日期          | ISBN                   |
| ---- | ---------- | ----------------- | ---------------------- |
| 1    |            | 2019年4月25日     | ISBN 978-4-86472-801-0 |
| 2    |            | 2019年10月5日     | ISBN 978-4-86472-853-9 |
| 3    |            | 2020年4月1日      | ISBN 978-4-86472-941-3 |
| 4    |            | 2020年10月1日     | ISBN 978-4-86699-056-9 |
| 5    |            | 2021年4月15日     | ISBN 978-4-86699-203-7 |
| 6    |            | 2021年10月15日    | ISBN 978-4-86699-346-1 |
| 7    |            | 2022年4月15日     | ISBN 978-4-86699-416-1 |
| 8    |            | 2022年12月1日     | ISBN 978-4-86699-689-9 |
| 9    |            | 2023年6月1日      | ISBN 978-4-86699-855-8 |
| 10   |            | 2023年12月15日    | ISBN 978-4-86794-029-7 |
| 11   |            | 2024年7月16日     | ISBN 978-4-86794-244-4 |
| 12   |            | 2025年2月15日     | ISBN 978-4-86794-455-4 |
| 13   |            | 預計2025年9月15日 | ISBN 978-4-86794-698-5 |

第三部
| 卷數 | TOブックス | TOブックス     | TOブックス             |
| 卷數 | 副標題     | 發售日期       | ISBN                   |
| ---- | ---------- | -------------- | ---------------------- |
| 1    |            | 2019年2月1日   | ISBN 978-4-86472-784-6 |
| 2    |            | 2019年12月14日 | ISBN 978-4-86472-881-2 |
| 3    |            | 2020年6月15日  | ISBN 978-4-86699-003-3 |
| 4    |            | 2021年5月15日  | ISBN 978-4-86699-220-4 |
| 5    |            | 2022年3月15日  | ISBN 978-4-86699-415-4 |
| 6    |            | 2023年2月15日  | ISBN 978-4-86699-768-1 |
| 7    |            | 2023年9月15日  | ISBN 978-4-86699-946-3 |
| 8    |            | 2024年8月17日  | ISBN 978-4-86794-279-6 |
| 9    |            | 2025年7月15日  | ISBN 978-4-86794-628-2 |

第四部
| 卷數 | TOブックス | TOブックス     | TOブックス             |
| 卷數 | 副標題     | 發售日期       | ISBN                   |
| ---- | ---------- | -------------- | ---------------------- |
| 1    |            | 2021年3月15日  | ISBN 978-4-86699-132-0 |
| 2    |            | 2021年7月15日  | ISBN 978-4-86699-249-5 |
| 3    |            | 2021年11月25日 | ISBN 978-4-86699-350-8 |
| 4    |            | 2022年5月14日  | ISBN 978-4-86699-512-0 |
| 5    |            | 2022年11月15日 | ISBN 978-4-86699-690-5 |
| 6    |            | 2023年5月15日  | ISBN 978-4-86699-847-3 |
| 7    |            | 2023年11月15日 | ISBN 978-4-86794-001-3 |
| 8    |            | 2024年5月15日  | ISBN 978-4-86794-177-5 |
| 9    |            | 2024年12月14日 | ISBN 978-4-86794-381-6 |
| 10   |            | 2025年4月15日  | ISBN 978-4-86794-539-1 |

### 公式コミックアンソロジー
| 卷數 | TOブックス | TOブックス     | TOブックス             |
| 卷數 | 副標題     | 發售日期       | ISBN                   |
| ---- | ---------- | -------------- | ---------------------- |
| 1    |            | 2019年7月1日   | ISBN 978-4-86472-830-0 |
| 2    |            | 2019年9月2日   | ISBN 978-4-86472-850-8 |
| 3    |            | 2019年12月2日  | ISBN 978-4-86472-882-9 |
| 4    |            | 2020年3月14日  | ISBN 978-4-86472-934-5 |
| 5    |            | 2020年6月15日  | ISBN 978-4-86699-002-6 |
| 6    |            | 2020年11月14日 | ISBN 978-4-86699-083-5 |
| 7    |            | 2021年6月15日  | ISBN 978-4-86699-245-7 |

### 廣播劇CD
| 卷數 | TOブックス | TOブックス        |
| 卷數 | 副標題     | 發售日期          |
| ---- | ---------- | ----------------- |
| 1    |            | 2017年9月9日      |
| 2    |            | 2018年6月9日      |
| 3    |            | 2019年6月10日     |
| 4    |            | 2019年12月10日    |
| 5    |            | 2020年9月10日     |
| 6    |            | 2021年8月10日     |
| 7    |            | 2022年4月9日      |
| 8    |            | 2022年8月10日     |
| 9    |            | 2023年5月10日     |
| 10   |            | 2023年12月9日     |
|      |            |                   |
| 1    |            | 2024年8月10日     |
| 2    |            | 預計2025年8月10日 |

## 電視動畫

### 製作人員
|            | 第1季                          | 第2季                          | 第3季                          |
| ---------- | ------------------------------ | ------------------------------ | ------------------------------ |
| 原作       | 香月美夜                       | 香月美夜                       | 香月美夜                       |
| 監督       | 本鄉滿                         | 本鄉滿                         | 本鄉滿                         |
| 副監       | 川崎秀樹                       | 川崎秀樹                       | 不適用                         |
| 系列構成   | 國澤真理子                     | 國澤真理子                     | 國澤真理子                     |
| 角色設計   | 柳田義明、海谷敏久             | 柳田義明、海谷敏久             | 柳田義明、海谷敏久、松苗はる香 |
| 總作畫監督 | 柳田義明、海谷敏久、遠藤江美子 | 柳田義明、海谷敏久、遠藤江美子 | 遠藤江美子、大竹紀子           |
| 動畫制作   | 亞細亞堂                       | 亞細亞堂                       | 亞細亞堂                       |

### 主題曲
第一季
片頭曲
作詞：岩里祐穂，作曲、編曲：白戶佑輔，主唱：諸星堇
片尾曲
作詞、作曲：吉澤嘉代子，編曲：清龍人，主唱：中島愛
第二季
片頭曲
作詞：岩里祐穂，作曲、編曲：白戶佑輔，主唱：諸星堇
片尾曲
作詞：やなぎなぎ，作曲、編曲：kz，主唱：鈴木實里
插入曲（第21章）
作詞：國澤真理子，作曲、編曲：未知瑠，主唱：斐迪南（速水獎）
插入曲（第21章）
作詞：國澤真理子，作曲、編曲：未知瑠，主唱：梅茵（井口裕香）
第三季
片頭曲
作詞：藤原櫻，作曲：SoichiroK/Nozomu.S，編曲：Soulife，主唱：東山奈央
片尾曲
作詞、作曲、主唱：坂本真綾，編曲：h-wonder

### 各話列表
| 話數       | 標題                 | 劇本       | 分鏡            | 演出     | 作畫監督                                     | 總作畫監督                  | 首播日期       |        |        |        |        |        |        |        |        |        |        |        |        |        |        |        |        |        |
| 第一季     | 第一季               | 第一季     | 第一季          | 第一季   | 第一季                                       | 第一季                      | 第一季         | 第一季 | 第一季 | 第一季 | 第一季 | 第一季 | 第一季 | 第一季 | 第一季 | 第一季 | 第一季 | 第一季 | 第一季 | 第一季 | 第一季 | 第一季 | 第一季 | 第一季 |
| ---------- | -------------------- | ---------- | --------------- | -------- | -------------------------------------------- | --------------------------- | -------------- | ------ | ------ | ------ | ------ | ------ | ------ | ------ | ------ | ------ | ------ | ------ | ------ | ------ | ------ | ------ | ------ | ------ |
| 第一章     |                      | 國澤真理子 | 本鄉滿          | 本鄉滿   | 芳川彌生 近藤優次 松本朋之                   | 柳田義明                    | 2019年 10月3日 |        |        |        |        |        |        |        |        |        |        |        |        |        |        |        |        |        |
| 第二章     | 生活改善與石板       | 國澤真理子 | 川崎芳樹        | 川崎芳樹 | 辻加奈子 芳川彌生                            | 海谷敏久                    | 10月10日       |        |        |        |        |        |        |        |        |        |        |        |        |        |        |        |        |        |
| 第三章     |                      | 國澤真理子 | 緒方隆秀        | 緒方隆秀 | 加藤茂 加藤愛 岸智惠美                       | 遠藤江美子                  | 10月17日       |        |        |        |        |        |        |        |        |        |        |        |        |        |        |        |        |        |
| 第四章     |                      | 國澤真理子 | 川崎芳樹        | 上田茂   | 近藤優次 松本朋之                            | 柳田義明                    | 10月24日       |        |        |        |        |        |        |        |        |        |        |        |        |        |        |        |        |        |
| 第五章     |                      | 石山優子   |                 |          | 芳川彌生                                     | 海谷敏久                    | 10月31日       |        |        |        |        |        |        |        |        |        |        |        |        |        |        |        |        |        |
| 第六章     |                      | 國澤真理子 | 緒方隆秀        | 緒方隆秀 | 加藤茂 岸智惠美                              | 柳田義明                    | 11月7日        |        |        |        |        |        |        |        |        |        |        |        |        |        |        |        |        |        |
| 第七章     |                      | 國澤真理子 | 森健            | 中村近世 | 齋藤雅和 門智昭 熊谷香代子 遠藤江美子        | 遠藤江美子                  | 11月14日       |        |        |        |        |        |        |        |        |        |        |        |        |        |        |        |        |        |
| 第八章     |                      | 石山優子   | 川崎芳樹        | 川崎芳樹 | 辻加奈子                                     | 海谷敏久                    | 11月21日       |        |        |        |        |        |        |        |        |        |        |        |        |        |        |        |        |        |
| 第九章     | 公會長的孫女         | 國澤真理子 | 森健            | 緒方隆秀 | 加藤茂 加藤愛                                | 柳田義明                    | 11月28日       |        |        |        |        |        |        |        |        |        |        |        |        |        |        |        |        |        |
| 第十章     |                      | 國澤真理子 | 本郷滿          | 上田茂   | 近藤優次 松本朋之                            | 遠藤江美子                  | 12月5日        |        |        |        |        |        |        |        |        |        |        |        |        |        |        |        |        |        |
| 第十一章   |                      | 國澤真理子 | 羽永花結衣      | 上田茂   | 芳川彌生                                     | 海谷敏久                    | 12月12日       |        |        |        |        |        |        |        |        |        |        |        |        |        |        |        |        |        |
| 第十二章   |                      | 國澤真理子 | 緒方隆秀        | 緒方隆秀 | 有働彌生 岸智惠美 加藤茂                     | 柳田義明                    | 12月19日       |        |        |        |        |        |        |        |        |        |        |        |        |        |        |        |        |        |
| 第十三章   |                      | 石山優子   | 森健            | 中村近世 | 熊谷香代子 齋藤雅和 門智昭                   | 遠藤江美子                  | 12月26日       |        |        |        |        |        |        |        |        |        |        |        |        |        |        |        |        |        |
| 第十四章   |                      | 石山優子   | 川崎芳樹        | 川崎芳樹 | 辻加奈子                                     | 海谷敏久                    | 12月26日       |        |        |        |        |        |        |        |        |        |        |        |        |        |        |        |        |        |
| 第14.5章   |                      | 國澤真理子 | 川崎芳樹 本鄉滿 | 本鄉滿   | 近藤優次 松本朋之                            | 柳田義明                    | 2020年 3月10日 |        |        |        |        |        |        |        |        |        |        |        |        |        |        |        |        |        |
| 第14.5章   |                      | 國澤真理子 | 川崎芳樹 本鄉滿 | 本鄉滿   | 近藤優次 松本朋之                            | 柳田義明                    | 2020年 3月10日 |        |        |        |        |        |        |        |        |        |        |        |        |        |        |        |        |        |
| 第二季     |                      |            |                 |          |                                              |                             |                |        |        |        |        |        |        |        |        |        |        |        |        |        |        |        |        |        |
| 第十五章   | 神殿的見習巫女       | 國澤真理子 | 緒方隆秀        | 緒方隆秀 | 加藤茂 岸智惠美                              | 柳田義明                    | 4月5日         |        |        |        |        |        |        |        |        |        |        |        |        |        |        |        |        |        |
| 第十六章   |                      | 國澤真理子 | 上田茂          | 上田茂   | 近藤優次 松本朋之                            | 遠藤江美子                  | 4月12日        |        |        |        |        |        |        |        |        |        |        |        |        |        |        |        |        |        |
| 第十七章   |                      | 國澤真理子 | 森健            | 上田茂   | 芳川彌生                                     | 海谷敏久                    | 4月19日        |        |        |        |        |        |        |        |        |        |        |        |        |        |        |        |        |        |
| 第十八章   |                      | 國澤真理子 | 緒方隆秀        | 緒方隆秀 | 加藤愛 岸智恵美 加藤茂                       | 柳田義明                    | 4月26日        |        |        |        |        |        |        |        |        |        |        |        |        |        |        |        |        |        |
| 第十九章   |                      | 國澤真理子 | 森健            | 中村近世 | 熊谷香代子 齋藤雅和 門智昭 遠藤江美子        | 遠藤江美子                  | 5月3日         |        |        |        |        |        |        |        |        |        |        |        |        |        |        |        |        |        |
| 第二十章   |                      | 石山優子   | 川崎芳樹        | 川崎芳樹 | 辻加奈子 海谷敏久                            | 海谷敏久                    | 5月10日        |        |        |        |        |        |        |        |        |        |        |        |        |        |        |        |        |        |
| 第二十一章 |                      | 國澤真理子 | 緒方隆秀        | 緒方隆秀 | 加藤茂 岸智惠美 有働彌生                     | 柳田義明                    | 5月17日        |        |        |        |        |        |        |        |        |        |        |        |        |        |        |        |        |        |
| 第二十二章 |                      | 國澤真理子 | 上田茂          | 上田茂   | 近藤優次 松本朋之                            | 遠藤江美子                  | 5月24日        |        |        |        |        |        |        |        |        |        |        |        |        |        |        |        |        |        |
| 第二十三章 |                      | 石山優子   | 川崎芳樹        | 加瀨充子 | 中澤                                         | 海谷敏久                    | 5月31日        |        |        |        |        |        |        |        |        |        |        |        |        |        |        |        |        |        |
| 第二十四章 |                      | 國澤真理子 | 緒方隆秀        | 緒方隆秀 | 加藤愛 有働彌生 岸智恵美 加藤茂              | 柳田義明                    | 6月7日         |        |        |        |        |        |        |        |        |        |        |        |        |        |        |        |        |        |
| 第二十五章 |                      | 國澤真理子 | 本鄉滿          | 上田茂   | 芳川彌生                                     | 遠藤江美子 柳田義明         | 6月14日        |        |        |        |        |        |        |        |        |        |        |        |        |        |        |        |        |        |
| 第二十六章 | 夢的世界             | 國澤真理子 | 川崎芳樹        | 川崎芳樹 | 辻加奈子 海谷敏久                            | 海谷敏久                    | 6月21日        |        |        |        |        |        |        |        |        |        |        |        |        |        |        |        |        |        |
| 第三季     |                      |            |                 |          |                                              |                             |                |        |        |        |        |        |        |        |        |        |        |        |        |        |        |        |        |        |
| 第二十七章 | 冬天的來臨           | 國澤真理子 | 川崎芳樹        | 上田茂   | 近藤優次 松本朋之                            | 遠藤江美子                  | 2022年 4月12日 |        |        |        |        |        |        |        |        |        |        |        |        |        |        |        |        |        |
| 第二十八章 | 過冬與今後的對策     | 國澤真理子 | 本鄉滿          | 能田健太 | 加野晃 敷島博英                              | 大竹紀子                    | 4月19日        |        |        |        |        |        |        |        |        |        |        |        |        |        |        |        |        |        |
| 第二十九章 | 奉獻儀式和春天的造訪 | 國澤真理子 | 松尾晉平        | 松尾晉平 | 西岡夕樹                                     | 遠藤江美子                  | 4月26日        |        |        |        |        |        |        |        |        |        |        |        |        |        |        |        |        |        |
| 第三十章   | 祈福儀式             | 本鄉滿     | 村野佑太        | 村野佑太 | 玉利和枝 近藤優次 松本朋之                   | 大竹紀子 遠藤江美子         | 5月3日         |        |        |        |        |        |        |        |        |        |        |        |        |        |        |        |        |        |
| 第三十一章 | 青衣神官的禮物與返家 | 國澤真理子 | 上田茂          | 上田茂   | 近藤優次 松本朋之                            | 遠藤江美子                  | 5月10日        |        |        |        |        |        |        |        |        |        |        |        |        |        |        |        |        |        |
| 第三十二章 | 神殿的棄嬰與色彩調配 | 國澤真理子 | 本鄉滿          | 能田健太 | 藤原彰人                                     | 大竹紀子 遠藤江美子 松苗 香 | 5月17日        |        |        |        |        |        |        |        |        |        |        |        |        |        |        |        |        |        |
| 第三十三章 | 戴莉雅與戴爾克       | 國澤真理子 | 松尾晉平        | 松尾晉平 | 西岡夕樹                                     | 遠藤江美子                  | 5月24日        |        |        |        |        |        |        |        |        |        |        |        |        |        |        |        |        |        |
| 第三十四章 | 險惡的動向           | 國澤真理子 | 村野佑太        | 村野佑太 | 玉利和枝                                     | 大竹紀子 遠藤江美子         | 5月31日        |        |        |        |        |        |        |        |        |        |        |        |        |        |        |        |        |        |
| 第三十五章 | 黑色護身符           | 國澤真理子 | 上田茂          | 上田茂   | 近藤優次 松本朋之 玉利和枝 西岡夕樹 角田有希 | 遠藤江美子 大竹紀子         | 6月7日         |        |        |        |        |        |        |        |        |        |        |        |        |        |        |        |        |        |
| 第三十六章 | 祝福                 | 國澤真理子 | 本鄉滿          | 本鄉滿   | 西岡夕樹 近藤優次 松本朋之                   | 遠藤江美子                  | 6月14日        |        |        |        |        |        |        |        |        |        |        |        |        |        |        |        |        |        |

### 藍光與DVD
| 卷數   | 發售日期       | 收錄章數       | 規格編號   |
| 第一季 | 第一季         | 第一季         | 第一季     |
| ------ | -------------- | -------------- | ---------- |
| 1      | 2019年10月18日 | 第1章～第3章   | VTBF-207   |
| 2      | 2019年11月8日  | 第4章～第6章   | VTBF-208   |
| 3      | 2019年11月29日 | 第7章～第9章   | VTBF-209   |
| 4      | 2019年12月20日 | 第10章～第12章 | VTBF-210   |
| 5      | 2019年12月27日 | 第13章～第14章 | VTBF-211   |
| BOX1   | 2019年12月27日 | 第1章～第14章  | VTXF-107/8 |
| 第二季 |                |                |            |
| 6      | 2020年4月15日  | 第15章～第17章 | VTBF-212   |
| 7      | 2020年5月6日   | 第18章～第20章 | VTBF-213   |
| 8      | 2020年5月27日  | 第21章～第23章 | VTBF-214   |
| 9      | 2020年6月17日  | 第24章～第26章 | VTBF-215   |
| BOX2   | 2020年6月17日  | 第15章～第26章 | VTZF-104   |
| 第三季 |                |                |            |
| 10     | 2022年4月20日  | 第27章～第29章 | VTBF-231   |
| 11     | 2022年5月11日  | 第30章～第32章 | VTBF-232   |
| 12     | 2022年5月25日  | 第33章～第35章 | VTBF-233   |
| 13     | 2022年6月8日   | 第36章         | VTBF-234   |
| BOX3   | 2022年6月8日   | 第27章～第36章 | VTZF-108   |

### 播放電視台
日本深夜動畫：下文記載的日本国内播放時間使用日本標準時間（UTC+9）表示。因為部分時間标识會採用30小时制，因此請留意这类超过24:00的时间，其實際播放時間為翌日清晨。
| 播放日期                      | 播放時間（UTC+9）    | 播放電視台 | 播放地區 | 備註                             |
| 第一季                        | 第一季               | 第一季     | 第一季   | 第一季                           |
| ----------------------------- | -------------------- | ---------- | -------- | -------------------------------- |
| 2019年10月3日 - 12月26日      | 星期三 24:30 - 25:00 | WOWOW      | 日本全國 | BS/CS放送 / 『アニメプライム』枠 |
| 2019年10月6日 - 12月29日      | 星期六 26:10 - 26:40 | 朝日放送   | 近畿地方 | 『アニサタ』枠                   |
| 2019年10月9日 - 2020年1月1日  | 星期三 20:00 - 20:30 | AT-X       | 日本全國 | CS放送 / リピート放送あり        |
| 2019年10月9日 - 2020年1月1日  | 星期三 22:00 - 22:30 | TOKYO MX   | 東京都   |                                  |
| 2019年10月11日 - 2020年1月3日 | 星期四 24:00 - 24:30 | BS富士     | 日本全國 | BS/BS4K放送 / 『アニメギルド』枠 |
| 第二季                        |                      |            |          |                                  |
| 2020年4月5日 - 6月21日        | 星期六 26:10 - 26:40 | 朝日放送   | 近畿地方 | 『アニサタ』枠                   |
| 2020年4月7日 - 6月23日        | 星期二 23:30 - 24:00 | AT-X       | 日本全國 | CS放送 / リピート放送あり        |
| 2020年4月8日 - 6月24日        | 星期三 22:00 - 22:30 | TOKYO MX   | 東京都   |                                  |
| 2020年4月9日 - 6月25日        | 星期三 24:30 - 25:00 | WOWOW      | 日本全國 | BS/CS放送 / 『アニメプライム』枠 |
| 2020年4月10日 - 6月26日       | 星期四 24:30 - 25:00 | BS富士     | 日本全國 | BS/BS4K放送 / 『アニメギルド』枠 |
| 第三季                        |                      |            |          |                                  |
| 2022年4月12日 - 6月14日       | 星期一 26:29 - 26:59 | 讀賣電視台 | 近畿地方 | 『MANPA』第2部                   |
| 2022年4月13日 - 6月15日       | 星期三 22:00 - 22:30 | TOKYO MX   | 東京都   |                                  |
| 2022年4月14日 - 6月16日       | 星期三 24:00 - 24:30 | WOWOW      | 日本全國 | BS/CS放送 / 『アニメプライム』枠 |
| 2022年4月14日 - 6月16日       | 星期三 24:30 - 25:00 | BS富士     | 日本全國 | BS/BS4K放送 / 『アニメギルド』枠 |
| 2022年4月14日 - 6月16日       | 星期四 23:00 - 23:30 | AT-X       | 日本全國 | CS放送 / リピート放送あり        |

| 配信期間                      | 配信時間（UTC+9） | 配信網站 | 備註   |
| 第一季                        | 第一季            | 第一季 | 第一季 |
| ----------------------------- | ----------------- | --- | ------ |
| 2019年10月3日 - 12月26日      | 星期四 1:00 更新  | dアニメストア |        |
| 2019年10月10日 - 2020年1月2日 | 星期四 0:00 更新  | WOWOWメンバーズオンデマンド U-NEXT アニメ放題 AbemaTV TSUTAYA TV Amazonプライム・ビデオ Netflix J:COMオンデマンド ビデオパス みるプラス FOD GYAO! 萬代頻道 niconico ビデオマーケット DMM.com ひかりTV                                            |        |
| 第二季                        |                   | |        |
| 2020年4月5日 - 6月21日        | 星期日 2:40 更新  | dアニメストア |        |
| 2020年4月11日 - 6月28日       | 星期日 0:00 更新  | WOWOWメンバーズオンデマンド Paravi U-NEXT アニメ放題 Amazonプライム・ビデオ Netflix J:COMオンデマンド TELASA スマートパスプレミアム みるプラス ひかりTV FOD GYAO! 萬代頻道 Hulu ニコニコチャンネル ビデオマーケット DMM動画 クランクイン！ビデオ |        |
| 2020年4月11日 - 6月28日       | 星期日 2:00 更新  | AbemaTV |        |
| 2020年4月11日 - 6月28日       | 星期日 22:00 更新 | Google Play |        |
| 2020年4月11日 - 6月28日       | 星期日 23:30 更新 | ニコニコ生放送 |        |
| 2020年4月13日 - 6月29日       | 星期一 12:00 更新 | HAPPY!動画 |        |
| 2020年4月14日 - 6月30日       | 星期二 12:00 更新 | ムービーフルプラス |        |
| 2020年5月11日 - 7月27日       | 星期一 24:00 更新 | TSUTAYA TV |        |

| 播放日期                      | 播放時間（UTC+8）                                | 播放電視台  | 播放地區 | 備註                                              |
| 第一季                        | 第一季                                           | 第一季      | 第一季   | 第一季                                            |
| ----------------------------- | ------------------------------------------------ | ----------- | -------- | ------------------------------------------------- |
| 2019年10月12日 - 2020年1月4日 | 星期六 11:30 - 12:00 當日21:30重播，整點前集重播 | i-Fun動漫台 | 臺灣     | 中華電信MOD內頻道 接替慎重勇者.級別變更形成的空檔 |
| 第一至三季                    |                                                  |             |          |                                                   |
| 2024年3月4日- 6月23日         | 星期一至五 17:05－17:20 星期六、日 16:45―17:00   | 翡翠台      | 香港     | 以Hands Up节目环节形式播出，每次播放1/3集         |

| 播放日期                 | 播放時間（UTC+8） | 配信網站                             | 備註       |
| 第一季                   | 第一季            | 第一季                               | 第一季     |
| ------------------------ | ----------------- | ------------------------------------ | ---------- |
| 2019年10月3日 - 12月26日 | 星期四 1:00 更新  | 巴哈姆特動畫瘋、friDay影音、bilibili |            |
| 2019年10月3日 - 12月26日 | 星期四 1:00 更新  | bilibili                             |            |
| 2022年6月17日            | 全集上架          | myTV GOLD                            | 粵日雙語版 |
| 第二季                   |                   |                                      |            |
| 2020年4月5日 - 6月21日   | 星期日 2:10 更新  | bilibili                             |            |
| 2020年4月5日 - 6月21日   | 星期日 2:40 更新  | 巴哈姆特動畫瘋、friDay影音、bilibili |            |
| 2022年8月5日             | 全集上架          | myTV GOLD                            | 粵日雙語版 |
| 第三季                   |                   |                                      |            |
| 2022年4月12日 - 6月14日  | 星期二 2:00 更新  | 巴哈姆特動畫瘋、friDay影音、bilibili |            |
| 2022年8月12日            | 全集上架          | myTV GOLD                            | 粵日雙語版 |

## 影響
該系列在實體和數字銷售中的總銷量2021年8月已超過500萬份。該系列在寶島社的年度輕小說指南書《這本輕小說真厲害》單行本類別中2018年和2019年排名第一，2020年和2021年排名第二，2022年排名第三，2023年排名第一並入選殿堂。
該動畫在2021年的 Crunchyroll 動漫獎中被提名為“最佳幻想”。改編漫畫在2024「BookLive!讀者票選」的「讀者票選推薦最佳100部異世界漫畫」的排行榜中，位居少女漫畫·女性漫畫的第9名。

## 外部連結
- （日語）
- （页面存档备份，存于）（日語）
- （页面存档备份，存于）（日語）
- （日語）
- 小書痴的下剋上 皇冠文化 （页面存档备份，存于）
- （页面存档备份，存于）（日語）
- （页面存档备份，存于）（日語）
- （页面存档备份，存于）（日語）
- （页面存档备份，存于）（日語）
- （页面存档备份，存于）（日語）